# 任廷琦
任廷琦（1960年10月—），山东牟平人，中华人民共和国政治人物。

## 生平
1982年7月参加工作，1982年7月毕业于山东师范大学物理系理论物理专业。在莱阳农学院任教。1986年1月，起任教于烟台师范学院物理系。1990年7月于山东师范大学物理系硕士学位。1993年5月，先后任物理系主任助理、副主任、主任。1999年3月，任烟台师院党委委员、副院长。2002年10月，获山东大学物理与微电子学院原子与分子物理专业博士。2003年10月，任烟台师范学院党委副书记。2003年11月，任烟台师范学院院长。2006年6月至2012年1月，任曲阜师范大学校长、党委副书记。2012年1月起，任山东科技大学校长、党委委员、常委、副书记。2017年11月10日，涉嫌严重违纪，接受组织审查。2018年2月，山东省纪委常委会会议、山东省监委委员会议研究并报中共山东省委批准，决定给予任廷琦开除党籍、开除公职处分。